# Sajf al-Islám Kaddáfí
Sajf al-Islám Muammar al-Kaddáfí (* 25. června 1972 Tripolis, arabsky سيف الإسلام معمر القذافي‎) je synem bývalého libyjského vůdce Muammara Kaddáfího. V období režimu svého otce byl považován za de facto premiéra Libye.

## Život
V letech 2003 až 2008 studoval London School of Economics, kde získal titul magistra i doktorát. Při psaní své dizertační práce, v níž se zabýval úlohou občanské společnosti v demokratizaci institucí globální vlády, se dopustil plagiátorství.
S otcem byl v názorovém souznění a poté, co se rozhořela občanská válka, odmítl opustit zemi. V červnu 2011 na něj byl vydán mezinárodní zatykač. V srpnu 2011 pak libyjští povstalci oznámili, že Sajfa zadrželi, což se nakonec nepotvrdilo. V říjnu 2011 se nejprve spekulovalo o jeho smrti, později se dokonce hovořilo o jeho zadržení ve městě Zlitán 160 kilometrů východně od Tripolisu. Kaddáfí se má zdržovat pod ochranou kmene Tuaregů u hranic s Nigerem. Ačkoliv jsou připuštěna jeho neoficiální jednání s Mezinárodním trestním soudem (ICC) o možnosti vydání se soudu, existují i informace o nabídce žoldáků zajistit Kaddáfímu převoz do africké země, která není signatářem dohody o ICC, čímž by bylo Kaddáfího vydání do Haagu znemožněno.
Když povstalci získali od osoby, která zajišťovala Kaddáfího bezpečnosti, informaci, že se Kaddáfí chystá vydat do Nigeru, vyslali povstalci dvě brigády, které v sobotu 19. listopadu 2011 v 1:30 místního času Kaddáfího zajaly. Operace se odehrála v regionu Obari na jihu Libye, následně byl Kaddáfí převezen do Zintánu, jenž se nachází 170 kilometrů od Tripolisu. Na zveřejněných záběrech, pořízených nedlouho po zadržení, měl Kaddáfí na tváří vous, seděl na posteli a na třech prstech pravé ruky měl obvazy.
Zástupce ICC v neděli 20. listopadu 2011 sdělil, že Libye má povinnost Kaddáfího vydat ICC, jenž na něj vydal zatykač. Žalobce ICC Luis Moreno-Ocampo již v říjnu 2011 před Kaddáfího zadržením popsal důkazy, podle kterých Sajf Islám Kaddáfí najímal žoldáky, kteří útočili na libyjské civilisty.
Návštěva Kaddáfího advokátů pro ICC se proměnila v diplomatickou roztržku, když byli v červnu 2012 téměř na měsíc zadrženi. Advokátka Melinda Taylorová se podle libyjské prokuratury pokusila Kaddáfímu předat materiály, které nesouvisely s jeho případem a mohly ohrozit bezpečnost země. Libye označila Taylorovou za špionku. Taylorová se dostala na svobodu až na začátku července, nadcházející proces s Kaddáfím pak označila za „neodvolatelně předpojatý“ a kritizovala i další činy libyjských orgánů.
Sám Kaddáfí podle svých právníků požadoval, aby byl souzen v Haagu, jelikož od libyjského soudu neočekává spravedlivý proces. Na to, že se Sajfovi Islámovi nedostane v Libyi spravedlivého procesu, upozorňovali i zahraniční právní experti. Libyjská vláda však chce Kaddáfího potrestat sama.
Soud byl několikrát odložen, v listopadu 2012 kupříkladu z toho důvodu, že prokuratura chtěla vyslechnout tehdy čerstvě zadrženého Abdalláha Sanúsího, bývalého šéfa libyjské výzvědné služby. Z jednání libyjského soudu se Sajfem Islámem Kaddáfím pronikly první obrázky na veřejnost až v únoru 2013. Je viněn z ohrožení národní bezpečnosti.
V červenci 2016 byla zveřejněna neověřená zpráva, že byl propuštěn z vazby poté, co byl jeho trest smrti zrušen.
V květnu 2017 Sajf Kaddáfí přežil pokus o atentát v Zintánu.